# ビルト・トゥ・スピル
ビルト・トゥ・スピル（英: Built to Spill）はアメリカ合衆国・アイダホ州出身のインディー・ロック・バンド。1992年に結成されて以来、9枚のスタジオ・アルバムを発表。

## 来歴
トゥリーピープルのギタリスト/ボーカリストであったダグ・マーシュがブレット・ネットソン、ラルフ・ユーツとともに結成した。
スピン・マガジンのインタビューによると、マーシュはアルバム毎にバンドのメンバーを入れ替えるつもりでいたと言及している。
1993年に1枚目のアルバム『アルティメット・オルタナティヴ・ウェーヴァーズ』を発表する。
その後、ネットソンとユーツがブレット・ネルソン、アンディ・キャップスと交替し、1994年、新メンバーでのレコーディングによる2枚目のアルバム『ゼアーズ・ナッシング・ロング・ウィズ・ラヴ』およびコンピレーション・アルバムの『ザ・ノーマル・イヤーズ』を発表。
1996年にはコスティック・レジンとのスプリットEP『ビルト・トゥ・スピル・コスティック・レジン』を発表する。
同EPのレコーディング中であった1995年には、ロラパルーザ・ツアーにも出演している。
AIDS団体のレッド・ホット・オーガニゼーションとコラボレーションした楽曲も発表、同楽曲は『レッド・ホット＋バザード』に収録されている。

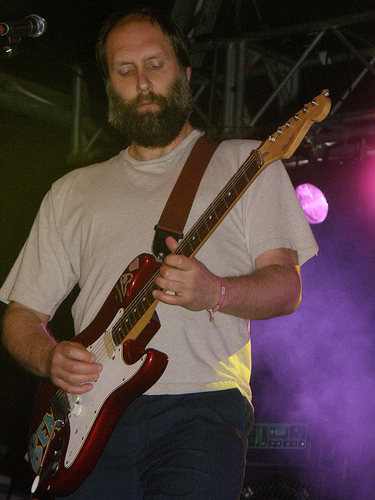
プリマヴェーラ・サウンド・フェスティバルで演奏するマーシュ。

1995年にマーシュはバンドをワーナー・ブラザース・レコードに移籍させた。
多くのインディーズミュージシャンがメジャーレーベルへの移籍を好まない中での交渉であった。
1997年に初のメジャー・スタジオアルバム『パーフェクト・フロム・ナウ・オン』を発表する。
当時のバンド構成は、マーシュ、ネルソン、ネットソン、およびスコット・プルーフの4人であった。
同アルバムは非常に高い評価を受け、今日においてビルト・トゥ・スピルが米国を代表するインディー・ロックバンドとして認識される要因にもなった。
1999年に発表された『キープ・イット・ライク・ア・シークレット』も同様に高い評価を受け、商業的に大いに成功を収めた。
2000年はライブ活動を精力的に行い、2001年には5枚目のアルバム『エンシェント・メロディーズ・オブ・ザ・フューチャー』を発表。
2002年、マーシュはブルースとフォークの影響を汲んだソロアルバム『ナウ・ユー・ノウ』を発表している。
ソロアルバムの発表に合わせてマーシュは膨大な回数のコンサートにおよんだため、ビルト・トゥ・スピルとしての活動はしばらく止まっていた。
ワーナー・ブラザース・レコードはバンドに新しいアルバムを製作するよう促した。
2003年から2005年にかけて、バンドは150日を超えるツアー活動を行った。
ツアーでは2004年初期にポートランドでレコーディングされた6枚目のアルバム『ユー・イン・リヴァース』の内容も含まれていた。
ただし、同アルバムがリリースされたのは2年後の2006年である。
当時参加していたメンバーはマーシュ、ネルソン、プルーフ、および以前ツアーメンバーとして参加していたジム・ロスであった。
ネットソンはいくつかの曲でギターを担当したが、その後メンバーから外れている。
『ユー・イン・リヴァース』のリリース後もバンドは精力的なライブ活動を続けた。
2006年の3月にマーシュは網膜を患う病気にかかり、予定されていたサウス・バイ・サウスウェストフェスティバルへの出演も延期せざるを得なくなった。
元ドラマーのアンディ・キャップスが死亡するといった訃報が届いた矢先の出来事であった。
バンドは6月にツアーを再開、新曲を交えたパフォーマンスを行った。
同ツアーで頻繁に演奏された「カー」という曲はキャップスがレコーディングに参加しており、彼への弔いが込められていた。
ワーナー・ブラザース・レコードはツアー中にバンドが『ユー・イン・リヴァース』に次ぐ作品のレコーディングに取り掛かっていることを公表した。
しかし2007年になるまで目立った動きはなく、ようやくシングル『ゼイ・ゴット・アウェイ/リアレンジ』を発表する。
「ゼイ・ゴット・アウェイ」はレゲエの要素の強い楽曲で、「リアレンジ」はレゲエバンドザ・グラディエーターズのカバー曲である。
2007年には米国でのツアーが予定されていたが、後にオーストラリアに変更された。
同年のインタビューでマーシュは、新しい作品を出すまでアメリカでツアーをしたくなかった、と述べている。
しかし、翌年の2008年には1ヶ月に及ぶ全米ツアーを敢行している。
2008年のプレイバックのインタビューでマーシュはサイドプロジェクトのヘイロー・ベンダーズについて語ったが、「去年から活動を始めたんだけど、何も上手くいかなかったね」と述べている。
その後のインタビューで、マーシュはバンドとしての今後の見方について、「ビルト・トゥ・スピルは昔よりいいものになるかも知れないね、メンバーの調子も昔よりいいんだ・・・僕らには最善を尽くすために協力できるポテンシャルがあると思うんだ。」と語っている。
同時に「次の作品についてはまだ何もしてないけど、大部分は今まで作り続けてきた曲になるだろうね。」とはさんだ。
2008年には米国にとどまらずヨーロッパでもツアーを行い、『パーフェクト・フロム・ナウ・オン』を再現するパフォーマンスも行った。
2009年8月に7枚目のアルバム『ゼア・イズ・ノー・エネミー』のトラックリストおよびアートワークが公開された。
それに伴い、同年9月に先行シングル「ハインドサイト」がリリースされた。
同年にシカゴ行われたピッチフォーク・ミュージック・フェスティバルでは、ヨ・ラ・テンゴ、トータス、ジーザス・リザードらと共に出演。
8月に公式ホームページはフレーミング・リップスを同伴した全米ツアーが始まったことを報告した。
10月に『ゼア・イズ・ノー・エネミー』を正式にリリースする。
2010年1月にATP Recordingsがヨーロッパにおける商標権を獲得したと公表された。
また、マット・グローニングがサポートメンバーとして参加することも同時に伝えられた。
同年7月にマーシュとネルソンは各アルバムから1曲ずつ選んだ計7曲をシンセポップチューンとしてセルフカバーした。曲名は元の曲名をもじったものとなっている。
それらの曲を収録したEPが『ジ・エレクトロニック・アンソロジー・プロジェクト』として発表された。
翌月8月に『ゼア・イズ・ノー・エネミー』のタイトルツアーを開始したことを公表した。
2012年10月、ポートランドのバンク・バーにおいて、招待された者限定で小規模なライブを行った。
同ライブではジェイソン・アルバーティニ、ステファン・ギアがそれぞれベースおよびドラムとして参加していた。
2013年1月、マーシュ、ネットソン、ロスの三人はプルーフとネルソンに替わってギアとアルバーティニをメンバーとして迎えることを公表した。
2017年9月14日、自身のFacebookページ上で、ワーナーとの契約を解消したことを報告。
2021年10月、サブ・ポップと契約。

## 音楽性
マーシュはダイナソーJr.のJ・マスシスからの影響を挙げており、キャッチーでありながらもヘヴィーなギタープレイは両者とも共通している。また、ニール・ヤングやペイヴメントなどから影響も公言している。逆に、アタリス、ストロークス、モデスト・マウス、デス・キャブ・フォー・キューティーなど、ビルト・トゥ・スピルからの影響を公言するバンドも多い。特にデス・キャブ・フォー・キューティーはビルト・トゥ・スピルおよびその前身であるトゥリーピープルから多大な影響を受けており、俗に"ノースウェスト・サウンド"と呼ばれるインディー・ロックムーヴメントとは長期的な関わりがある。
ビルト・トゥ・スピルに影響を与えたバンドの数々は彼らのカバー曲のチョイスからも垣間見える。彼らがライブでカバーしたことがある主なミュージシャンに、ダイナソーJr.、エリオット・スミス、デヴィッド・ボウイ、キュアー、チープ・トリック、クラッシュ、エルトン・ジョン、ジョージ・ハリスン、ニュー・オーダー、ジョン・レノン、モデスト・マウス、オジー・オズボーン、スミス、ストロークス、ヴェルヴェット・アンダーグラウンド、メタリカ、ニール・ヤングなどがいる。

## ディスコグラフィー

### スタジオ・アルバム
- アルティメット・オルタナティヴ・ウェーヴァーズ (1993, C/Z Records)
- ゼアーズ・ナッシング・ロング・ウィズ・ラヴ (1994, Up Records)
- パーフェクト・フロム・ナウ・オン (1997, ワーナー・ブラザース・レコード)
- キープ・イット・ライク・ア・シークレット (1999, ワーナー・ブラザース) 全米 120位
- エンシェント・メロディーズ・オブ・ザ・フューチャー (2001, ワーナー・ブラザース) 全米 94位
- ユー・イン・リヴァース (2006, ワーナー・ブラザース) 全米 63位
- ゼア・イズ・ノー・エネミー (2009, ワーナー・ブラザース & ATP Recordings) 全米 50位
- アンテザード・ムーン (2015, ワーナー・ブラザース)
- ホエン・ザ・ウィンド・フォーゲッツ・ユア・ネーム (2022, サブ・ポップ)

### カバー・アルバム
- Built to Spill Plays the Songs of Daniel Johnston (2020, ワーナー・ブラザース)
  - ダニエル・ジョンストンのカバー・アルバム。

### コンピレーション・アルバム/ライブ・アルバム
- ザ・ノーマル・イヤーズ (K Records, 1996)
- ライブ (ワーナー・ブラザース, 2000)
- Time Trap: 1994–2006 (ワーナー・ブラザース, 2006) – プロモ限定

### EP
- Built to Spill Caustic Resin (Up Records, 1995)
- Carry the Zero (ワーナー・ブラザース, 1999)
- Center of the Universe (City Slang Records, 1999)
- w:Sabonis Tracks (ワーナー・ブラザース, 2001) – プロモ限定
- The Electronic Anthology Project (セルフリリース, 2010)

### シングル
- "Car" / "Girl" 7" (Atlas Records, 1994)
- "Distopian Dream Girl" / "Scarin'" 7" (UP015, Up Records, 1994)
- "Joyride" / "Sick and Wrong" 7" (K Records, 1994)
- "So and So So and So from Wherever Wherever" / "Terrible/Perfect" 7" (Saturnine Records, 1995)
- "Car" / "Scarin" (City Slang Records, 1995)
- "By the Way" (K Records, 1999)
- "Carry The Zero" radio promo (ワーナー・ブラザース, 1999)
- "Strange" / "Instrumental No. 2" (ワーナー・ブラザース, 2001)
- "Freebird" (ワーナー・ブラザース, 2002)
- "Conventional Wisdom" 7" (ワーナー・ブラザース, 2006)
- "They Got Away" / "Re-Arrange" (ワーナー・ブラザース, 2007)
- "Don't Try (Live in Seattle)" / "The Source (Live in Seattle)" 7" (ワーナー・ブラザース, 2008)
- "Water Sleepers" / "Linus & Lucy (Live)" 7" (ワーナー・ブラザース, 2010)
- "Ripple" 7" Grateful Dead Cover (ワーナー・ブラザース, 2011)

### 参加作品
- Rotating Tongues (Screemin' Fez Records, 1994) – 参加曲: "Short Cut"
- Northwest Post-Grunge (Elemental Records, 1994) – 参加曲: "Terrible/Perfect"
- Bite Back: Live at the Crocodile Cafe (PopLlama Records, 1996) – 参加曲: "Allen the Cowboy" (later retitled "Big Dipper")
- Spunk Magazine Issue 6 – 参加曲: "Just a Habit"
- Yoyo a Go Go: Another Live Compilation (Yoyo Records, 1998) – 参加曲: "Stop the Show"
- Here: A Fort Hazel Magic Compilation (Fort Hazel, 1999) – 参加曲: "The Last Long Song"
- Keep Left, Vol. 1: A Benefit for David Barsamian and Alternative Radio (Ace Fu Records, 2000) – 参加曲: "This Is What I Believe"
- Idaho Greentracks: A Party Sampler (2004) – 参加曲: "Mr. Crowley"
- Awesome Record, Great Songs! Volume One (Williams Street Music Label, LLC, 2008) – 参加曲: "Come Over (feat. Built to Spill)"